# 鈴木進
鈴木 進（すずき すすむ、1911年8月14日 - 2008年7月16日）は、日本の美術史家、美術評論家。東京国立博物館文部技官、文化庁文化財調査官、東京都庭園美術館館長、名誉館長。

## 人物・経歴
静岡県生まれ。1929年(昭和4年)、静岡県立静岡中学校を卒業後、東京帝国大学文学部美学美術史学科に進み、同学科で日本美術史の藤懸静也に師事。1936年(昭和11年)、卒業と同時に同学科初代の助手に就任。1940年(昭和15年)、文部省学芸課嘱託、美術問題を調査研究。1944年(昭和19年)から1945年(昭和20年)、兵役。復員後、1946年(昭和21年)、東京帝室博物館調査課に勤務、文部技官として国宝・重要文化財の指定・調査・研究に携わる。1950年(昭和25年)、文部省外局の文化財保護委員会の設立に従事。以後、同委員会が文化庁となると絵画部門の文化財調査官として長年国内の調査にあたり、また海外への紹介に努めた。さらに公務の一方で、慶応義塾大学、東京都立大学の講師を務める。1952年(昭和27年)の美術評論家連盟の結成時には幹事として尽力。近世日本絵画、とりわけ文人画を中心とする研究、近現代日本画を軸に幅広い分野の評論活動を行った。1983年(昭和58年)には開館したばかりの東京都庭園美術館の館長に就任し、1996年(平成8年)まで務めた。その間、「日本の美　ジャポネズリーのルーツ」展(1985年(昭和60年))や「江戸美術の祝祭」展(1989年(平成元年))等、とくに江戸美術への見識を活かした展覧会を実現させた。また1980年(昭和55年)に創設されたジャポニスム学会に幹事として尽力、2002年(平成14年)からはその顧問となった。

## 著書
- 『応挙』（アトリヱ社、東洋美術文庫14） 1939
- 『国宝ものがたり』（毎日新聞社、毎日少年ライブラリー） 1954

### 編著・監修
- 『玉堂』（編集並解説、講談社版アート・ブックス） 1955
- 『浦上玉堂画集』（編、日本経済新聞社） 1956
- 『日本画とともに 十大巨匠の人と作品』（竹田道太郎共著、雪華社） 1957
- 『池大雅画譜』第1 - 5輯（小杉放庵等編、鈴木進等解説、中央公論美術出版） 1957 - 1959
- 『芋銭』（編、日本経済新聞社） 1963
- 『竹田』（編、佐々木剛三解説、日本経済新聞社） 1963
- 『江戸図屏風』（著者代表、平凡社） 1971
- 『近世異端の芸術 若冲・蕭白・芦雪』（編著、マリア書房） 1973
- 『蕪村と俳画』（小学館ブック・オブ・ブックス、日本の美術46） 1976
- 『H.S 千住博』（伊東順二構成、米倉守共監修、フジサンケイアドワーク） 1997
- 『「巨匠が描く」日本の名山 画集』全6巻（監修、足立朗ほか編、郷土出版社） 1999
- 『増上寺天井絵展 四季の草花を描く日本画と徳川家菩提寺に伝わる寺宝』（宇高良哲共監修、大本山増上寺, 共同通信社編、共同通信社） c1999
- 『日本の美 富士』（監修、美術年鑑社） 2000
- 『日本の美2 さくら』（監修、美術年鑑社） 2001

## 参考資料
- 『ジャポニスム研究』28号 岡部昌幸「鈴木進先生追悼 - グローバルな視点で日本美術を国内外に紹介、美術界の発展に尽くされた」ジャポニスム学会 2008年